# Josefův Důl (Horní Planá)
Josefův Důl, též Josefodol (německy Josefsthal) je zaniklá osada na území města Horní Planá v okrese Český Krumlov. Josefův Důl byl v roce 1869 veden pod názvem Josefsthal jako osada obce Glöckelberg v okr. Krumlov, v letech 1880-1890 byl veden pod názvem Josefodol jako osada obce Glöckelberg v okr. Krumlov, v letech 1900-1910 pod názvem Josefsthal jako osada obce Glöckelberg v okr. Krumlov, v r. 1921-1930 jako osada obce Glöckelberg v okr. Český Krumlov, v r. 1950 byl veden jako osada obce Horní Planá v okr. Český Krumlov, v dalších letech Josefův Důl zanikl.

## Historie
První písemná zmínka o Josefově Dole je z roku 1720, kdy jej založil kníže Josef II. ze Schwarzenbergu. V letech 1789 až 1793 zde byl vybudován Schwarzenberský plavební kanál vedoucí do Jeleních Vrchů. V Josefově dole musel být pro kanál postaven nad Medvědím potokem akvadukt.
V roce 1910 zde žilo 295 obyvatel a stálo 20 domů.
Ve 30. letech 20. století sem jezdil na letní být  pražský, německy píšící spisovatel, básník, esejista a historik umění Johannes Urzidil.

### Sklárna
V roce 1822 si huť najal sklářský mistr Leopold Schnudermayer (†1824) ze Zvonkové; vyrábělo se zde barevné sklo, později zde byla i výroba dutého, tabulového, křišťálového a především lékárnického skla . V roce 1862 huť koupil sklářský podnikatel Carl Anton Stölzle. Ve dvacátých letech 20. století ve zdejší sklárně (firma Stölze’s Sohnes) pracovalo až 180 zaměstnanců. Firma vyvážela sklo do celého světa. Sklárna ukončila činnost v době hospodářské krize v roce 1930, kdy byl odstřelen i její komín.

### Rekreační středisko
Ve 30. letech 20. století vzniklo v Josefově Dole středisko zimních sportů. Byl zde hotel se 110 lůžky a garážemi a skokanský můstek.

### Zánik obce
Po roce 1948 zde bylo zřízeno hraniční pásmo, objekty byly zbourány a Josefův Důl zanikl.